# Rattus verecundus mollis
Rattus verecundus mollis is een ondersoort van de rat Rattus sordidus die voorkomt op 1150 tot 2750 m hoogte in oostelijk Papoea-Nieuw-Guinea. Rattus verecundus tomba Laurie, 1952, is een synoniem van deze ondersoort. Het dier eet insecten en zaden.
Deze ondersoort is kleiner dan de beide andere ondersoorten. De vacht is zeer zacht. De rugvacht is donkerbruin. De buikvacht is donkergrijs, met witte of lichtbruine punten. Een derde deel van de staart is wit. Vrouwtjes hebben 1+2=6 mammae. De kop-romplengte bedraagt 111 tot 154 mm, de staartlengte 132 tot 188 mm en de achtervoetlengte 29 tot 36 mm.